# 新和鄉
新和鄉，是四川省鄰水縣曾经下辖的一个乡。

## 沿革[1]
1953年7月27日，第一區(城北區)公所從城北鄉划出靜民、雙河、新農、和平、石花5個村，增建新和鄉人民政府。1956年1月，新和鄉併入城北鄉，新和鄉人民政府撤銷。